# Radio Network Controller
El Radio Network Controller (RNC) és un element rector de la xarxa d'accés de ràdio UMTS (UTRAN) i s'encarrega de controlar els Node B que hi estan connectats. L'RNC duu a terme la gestió de recursos de ràdio, algunes de les funcions de gestió de la mobilitat i és el punt on es realitza el xifratge abans que les dades dels usuaris s'enviïn cap i des del mòbil. L'RNC es connecta a la xarxa central de commutació de circuits mitjançant Media Gateway (MGW) i al SGSN (node de suport GPRS de servei) a la xarxa central de commutació de paquets.

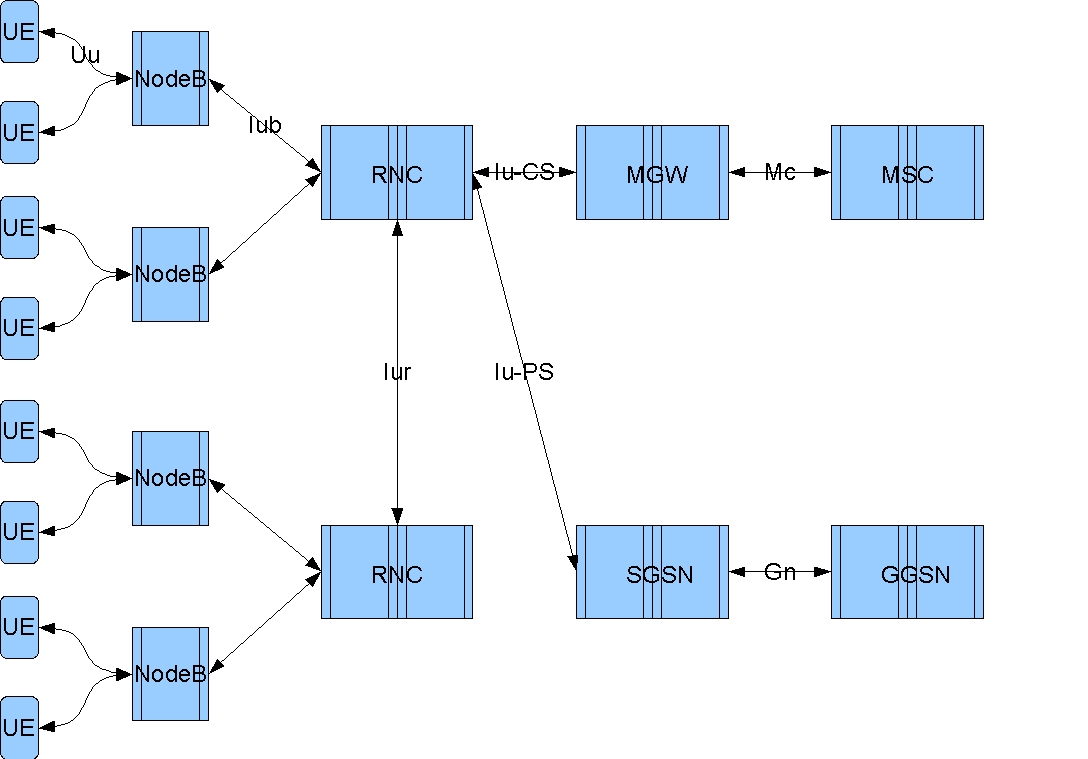
Interfícies RNC

## Interfícies
Les connexions lògiques entre els elements de la xarxa es coneixen com a interfícies. La interfície entre l'RNC i la xarxa central de commutació de circuits (CS-CN) s'anomena Iu-CS i entre l'RNC i la xarxa central de commutació de paquets s'anomena Iu-PS. Altres interfícies inclouen Iub (entre el RNC i el Node B) i Iur (entre els RNC de la mateixa xarxa). Les interfícies Iu transporten trànsit d'usuari (com ara veu o dades) així com informació de control (vegeu § Protocols), i la interfície Iur es necessita principalment per a lliuraments suaus que involucren 2 RNC, tot i que no són necessaris, ja que l'absència d'Iur farà que aquests trasllats es converteixin en uns trasllats durs.
Fins a 3gpp R4, totes les interfícies de l'UTRAN s'implementen només amb ATM, excepte la interfície Uu (aire) que utilitza tecnologia WCDMA. A partir de R5, els portadors IP es poden utilitzar a través d'Ethernet. Físicament, aquestes interfícies es poden transportar per SDH a través de fibra òptica, E1 (de vegades anomenada PDH) - a través d'un cable de coure o ràdio de microones. Es poden agrupar diversos E1 per formar un grup IMA. Com que les interfícies són lògiques, moltes interfícies es poden multiplexar a la mateixa línia de transmissió. La implementació real depèn de la topologia de la xarxa; exemples són configuracions de cadena, estrella distant, malla i bucle.

## Protocols
Tots els protocols Iub, Iu i Iur porten dades d'usuari i senyalització (és a dir, pla de control).
- El protocol de senyalització responsable del control del Node B per part de l'RNC s'anomena NBAP (Part d'aplicació N ode- B). NBAP es subdivideix en NBAP comú i NBAP dedicat (C-NBAP i D-NBAP), on NBAP comú controla la funcionalitat global del node B i NBAP dedicat controla cèl·lules o sectors separats del node B. NBAP es trasllada a Iub. Perquè NBAP pugui gestionar procediments comuns i dedicats, es divideix en: Port de control NodeB (NCP) que gestiona els procediments NBAP comuns i Port de control de comunicació (CCP) que gestiona procediments NBAP dedicats.
- El protocol del pla de control per a la capa de transport s'anomena ALCAP (Access Link Control Application Protocol). La funcionalitat bàsica d'ALCAP és la multiplexació de diferents usuaris en una ruta de transmissió AAL2 mitjançant identificadors de canal (CID). ALCAP es porta a través de les interfícies Iub i Iu-CS.
- El protocol de senyalització responsable de la comunicació entre RNC i la xarxa central s'anomena RANAP (Part d'aplicació de la xarxa d'accés a la Radio) i es porta a través de la interfície Iu.
- El protocol de senyalització responsable de les comunicacions entre RNC s'anomena RNSAP (Part d' aplicació de subsistemes de xarxa de radio) i es porta a terme a la interfície Iur.[4]